# Vila Lumiérů 41
Vila Lumiérů 41 (výstavní vila č. 2) je rodinný dům, který stojí v Praze 5 Hlubočepích ve vilové čtvrti Barrandov v ulici Lumiérů na křižovatce s ulicí Barrandovská.

## Historie
Dům postavený v letech 1931–1932 pro investora Miloše Havla navrhl architekt Max Urban. Stavbu provedla firma Ing. Brázdil a Dr. Ješ.
Funkcionalistická vila stojící na exponovaném místě propagovala komfortní bydlení na Barrandově stejně jako výstavní vila č. 1 v Barrandovské ulici. Součástí domu bylo i jeho částečné zařízení. K prodeji došlo roku 1938.

### Po roce 1948
Vila sloužila jako mateřská škola. Po roce 1970 prošla stavebními úpravami, při kterých byla garáž v přízemí zrušena a garážový vjezd nahrazen oknem. Prosklení zimní zahrady (součást hlavní haly) bylo odstraněno a také nahrazeno oknem. Další okno v patře bylo zazděno.

## Popis
Vila stojí v prudkém svahu; ve směru do ulice je dvoupodlažní, na straně svahu třípodlažní. Nad vchodem do domu je oble vysunutá terasa, ze severního průčelí v místě schodiště vystupuje rizalit s vertikálním oknem. Omítku má vila drsnou a šedivou. Jako stavební materiál byl pro obvodové zdivo, vnitřní nosné zdivo i příčky použit lindbeton. Dveře měly ocelové zárubně, terasy oplechované podlahy.
Vnitřní dispozice původně obsahovala v přízemí velký obývací pokoj a menší jídelnu, v patře tři pokoje s příslušenstvím.